# Pastoralis officii
Pastoralis officii ("Del dovere pastorale") è un'enciclica di papa Leone XIII, datata 12 settembre 1891, scritta all'Episcopato della Germania e dell'Impero austro-ungarico. Tratta di vari temi, tra cui l'illiceità dei duelli tra civili o militari e l'illiceità dei combattimenti privati.